# Matilde Camus
Pour les articles homonymes, voir Camus.
Matilde Camus, née le 26 septembre 1919 à Santander et morte le 28 avril 2012 dans la même ville est une poétesse et historienne espagnole. 

## Œuvre

### Ouvrages historiques
- Vicenta García Miranda, una poetisa extremeña (« Vicenta García Miranda, une poétesse d’Estrémadure »).
- XL Aniversario del Centro de Estudios Montañeses (« Quarantième Anniversaire du Centre d'Études Montagnardes »), 1976.
- Santander y el Nuevo Mundo (« Santander et le Nouveau Monde »), 1979.
- Acciones de Guerra en Santander del séptimo ejército (1811-1813) (« Actes de Guerre à Santander de la 7e Armée 1811-1813) »), 1979.
- Historia del Lugar de Monte (« Histoire du lieu-dit de Monte »), 1985.
- Historia de San Román de la Llanilla (« Histoire de San Roman de la Llanilla »), 1986.
- Orizzonti di Gloria (« Horizons de Gloire »), 1988.
- Efemérides del Lugar de Monte I (« Dates importantes du lieu-dit de Monte I »), 1989.
- Monasterio de San Pedro de Rocas y otras ermitas (« Monastère de San Pedro de Rocas et autres églises »), 1990.
- Historia del Lugar de Cueto I (« Histoire du lieu-dit de Cueto I »), 1990.
- Efemérides del Lugar de Peñacastillo" (« Dates importantes du lieu-dit de Peñacastillo »), 1992.
- Historia del Lugar de Cueto II" (« Histoire du lieu-dit de Cueto II »), 1992.
- Prolegómenos del Cementerio Protestante de Santander y su evolución histórica (« Prolégomènes du Cimetière Protestant de Santander et son évolution au cours de l’Histoire »), 1993.
- Efemérides del Lugar de Monte II (« Dates importantes du lieu-dit de Monte II »), 1995.
- Mayorazgo de la Casa Mantilla de Fontibre (Reinosa) (« Droits d’héritage de la famille Mantilla à Fontibre (Reinosa) »), 1999.

### Recueils de poésies
- Voces (« Voix »), 1969.
- Vuelo de estrellas (« Vol d’étoiles »), 1969.
- Manantial de amor (« Source d’amour »), 1972.
- Bestiario poético (« Bestiaire poétique »), 1973.
- Templo del Alba (« Temple de l’aube »), 1974.
- Siempre amor (« Amour toujours »), 1976.
- Cancionero de Liébana (« Collection de poèmes sur Liebana »), 1977.
- Corcel en el tiempo (« Coursier dans le temps »), 1979.
- Perfiles (« Profiles »), 1980.
- He seguido tus huellas (« J'ai suivi tes traces »), 1981.
- Testigo de tu marcha (« Témoin de ton départ »), 1981.
- Testimonio (« Témoignage »), 1982.
- La preocupación de Miguel Ángel (« Le souci de Miguel Angel »), 1982.
- Tierra de palabras (« Terre de paroles »), 1983.
- Coral montesino (« Chorale du lieu-dit de Monte »), 1983.
- Raíz del recuerdo (« Racine du souvenir »), 1984.
- Cristales como enigmas (« Des cristaux pareils à des énigmes »), 1985.
- Sin teclado de fiebre (« Sans clavier de fièvre »[pas clair]), 1986.
- Santander en mi sentir (« Santander dans mon cœur »), 1989.
- Sin alcanzar la luz (« Sans atteindre la lumière »), 1989.
- El color de mi cristal (« La couleur de mon cristal »), 1990.
- Tierra de mi Cantabria (« Cantabrie, ma terre »), 1991.
- Amor dorado ("Amour doré", 1993.
- Ronda de azules (« Boulevard bleu »), 1994.
- Vuelo de la mente (« Vol de l'esprit »), 1995.
- Reflexiones a medianoche (« Pensées de minuit »), 1996.
- Mundo interior (« Monde intérieur »), 1997.
- Fuerza creativa (« Force créative »), 1998.
- Clamor del pensamiento (« Clameur de la pensée »), 1999.
- Cancionero multicolor (« Recueil de poèmes multicolore »), 1999.
- La estrellita Giroldina (« Giroldina l’étoile »), 1999.
- Prisma de emociones (« Prisme d’émotions »), 2000.
- Motivos alicantinos (« Motifs d’Alicante »).